# Copa CEV de Voleibol Feminino de 2019–20
O Copa CEV de Voleibol Feminino de 2019-20 é a quadragésima oitava edição da segunda maior competição de clubes de voleibol feminino da Europa, organizada pela CEV com duração de 3 de outubro de 2019 a 14 de abril de 2020 e contanto com 32 participantes
.

## Formato de disputa
A fase principal acontece com jogos eliminatórios, de ida e volta, com 32 clubes, destes 27 se qualificaram e 5 qualificaram apos eliminação da Liga dos Campeões de 2019-20,  nesta fase disputam a pré-oitavas de final, as 16 melhores equipes classificam para a as oitavas de final, de forma análoga a quartas de final, todas com jogos de ida e volta, o mesmo ocorrendo na fase final (semifinais e final), definindo o campeão e o vice-campeão.
A classificação é determinada pelo número de partidas ganhas. Em caso de empate no número de partidas ganhas por duas ou mais equipes, sua classificação é baseada nos seguintes critérios:
- resultado de pontos (placar de 3-0 ou 3-1 garantiu três pontos para a equipe vencedora e nenhum para a equipe derrotada; já o placar de 3-2 garantiu dois pontos para a equipe vencedora e um para a perdedora);
- quociente de set (o número total de sets ganhos dividido pelo número total de sets perdidos);
- quociente de pontos (o número total de pontos marcados dividido pelo número total de pontos perdidos);
- resultados de confrontos diretos entre as equipes em questão.

## Equipes participantes
O sorteio dos confrontos dos 32 times participantes foi divulgado em 25 de junho de 2019 na cidade de Luxemburgo (cidade)
| Rank | País                 | Número de equipes | Equipes                                          |
| ---- | -------------------- | ----------------- | ------------------------------------------------ |
| 1    | Turquia              | 1                 | Galatasaray Daikin Istanbul                      |
| 2    | Itália               | 2                 | Unet E-Work Busto Arsizio,Saugella Team Monza    |
| 4    | Rússia               | 1                 | Dinamo Kazan                                     |
| 5    | França               | 2                 | ASPTT Mulhouse Volley-Ball, Voléro Le Cannet2    |
| 7    | Suíça                | 2                 | TS Volley Düdingen, Neuchâtel Université         |
| 9    | Roménia              | 2                 | CSM Târgoviște, CSM București2                   |
| 11   | Alemanha             | 2                 | Schweriner SC,SC Potsdam                         |
| 13   | Chéquia              | 3                 | UP Olomouc1, VK Prostejov, VK Šelmy Brno         |
| 16   | Eslovênia            | 1                 | Gen-I Volley Nova Gorica                         |
| 17   | Finlândia            | 1                 | HPK Naiset                                       |
| 18   | Hungria              | 1                 | Fatum-Nyíregyháza                                |
| 19   | Bósnia e Herzegovina | 2                 | ŽOK Bimal-Jedinstvo Brčko1, UOK Banjaluka Volley |
| 21   | Países Baixos        | 1                 | Sliedrecht Sport                                 |
| 22   | Bélgica              | 2                 | Asterix Avo Beveren, Hermes Oostende             |
| 24   | Ucrânia              | 1                 | Orbita Zaporizhzhya                              |
| 25   | Bielorrússia         | 1                 | Minčanka Minsk                                   |
| 26   | Polónia              | 2                 | Chemik Police, KS Developres Rzeszów             |
| 28   | Croácia              | 2                 | Mladost Zagreb1, OK Kaštela                      |
| 30   | Espanha              | 1                 | Sanaya Libby’s La Laguna                         |
| 31   | Albânia              | 1                 | KV Tirana1                                       |
| 32   | Montenegro           | 1                 | ŽOK Luka Bar1                                    |

1.↑  Disputaram as qualificatórias da Liga dos Campeões de 2019-20.
2.↑ Voléro Le Cannet avançou automaticamente para as oitavas de final, após retirada do CSM București por problemas financeiros;

## Fase principal

### Pré-oitavas de final
| Equipe 1                  | Total      | Equipe 2                    | 1.º jogo | 2.º jogo |
| ------------------------- | ---------- | --------------------------- | -------- | -------- |
| CSM Târgoviște            | 2–4        | Fatum-Nyíregyháza           | 2–3      | 2–3      |
| Chemik Police             | 5–1        | Galatasaray Daikin Istanbul | 3–1      | 3–2      |
| VK Šelmy Brno             | 2–4        | HPK Naiset                  | 3–2      | 0–3      |
| KS Developres Rzeszów     | 3–3        | ASPTT Mulhouse Volley-Ball  | 3–2      | 2–3      |
| KS Developres Rzeszów     | Golden set | ASPTT Mulhouse Volley-Ball  | 15       | 13       |
| OK Kaštela                | 0–6        | Mladost Zagreb              | 0–3      | 0–3      |
| Minčanka Minsk            | 3–3        | Neuchâtel Université        | 3–0      | 1–3      |
| Minčanka Minsk            | Golden set | Neuchâtel Université        | 15       | 13       |
| Gen-I Volley Nova Gorica  | 0–6        | Hermes Oostende             | 0–3      | 0–3      |
| SC Potsdam                | 1–5        | Dinamo Kazan                | 2–3      | 1–3      |
| Sliedrecht Sport          | 0–6        | Schweriner SC               | 0–3      | 0–3      |
| Sanaya Libby’s La Laguna  | 6–0        | KV Tirana                   | 3–0      | 3–0      |
| Unet E-Work Busto Arsizio | 6–0        | UP Olomouc                  | 3–0      | 3–0      |
| Asterix Avo Beveren       | 4–2        | VK Prostejov                | 3–2      | 3–2      |
| UOK Banjaluka Volley      | 2–4        | ŽOK Bimal-Jedinstvo Brčko   | 3–2      | 0–3      |
| TS Volley Düdingen        | 6–0        | ŽOK Luka Bar                | 3–0      | 3–0      |
| Orbita Zaporizhzhya       | 0–6        | Saugella Team Monza         | 0–3      | 0–3      |

Jogos de ida
| Data   | Hora  |                           | Placar |                             | Set 1 | Set 2 | Set 3 | Set 4 | Set 5 | Total   | Relatório |
| ------ | ----- | ------------------------- | ------ | --------------------------- | ----- | ----- | ----- | ----- | ----- | ------- | --------- |
| 3 dez  | 18:00 | CSM Târgoviște            | 2–3    | Fatum-Nyíregyháza           | 22–25 | 17–25 | 29–27 | 26–24 | 10–15 | 104–116 | Relatório |
| 4 dez  | 18:00 | Chemik Police             | 3–1    | Galatasaray Daikin Istanbul | 25–20 | 17–25 | 25–19 | 27–25 |       | 94–89   | Relatório |
| 4 dez  | 18:00 | VK Šelmy Brno             | 3–2    | HPK Naiset                  | 26–24 | 19–25 | 21–25 | 25–13 |       | 91–87   | Relatório |
| 4 dez  | 18:00 | KS Developres Rzeszów     | 3–2    | ASPTT Mulhouse Volley-Ball  | 26–24 | 23–25 | 25–22 | 20–25 | 15–7  | 109–103 | Relatório |
| 4 dez  | 18:30 | OK Kaštela                | 0–3    | Mladost Zagreb              | 17–25 | 17–25 | 23–25 |       |       | 57–75   | Relatório |
| 4 dez  | 19:00 | Minčanka Minsk            | 3–0    | Neuchâtel Université        | 25–11 | 26–24 | 25–22 |       |       | 76–57   | Relatório |
| 4 dez  | 19:00 | Gen-I Volley Nova Gorica  | 0–3    | Hermes Oostende             | 12–25 | 18–25 | 19–25 |       |       | 49–75   | Relatório |
| 4 dez  | 19:00 | SC Potsdam                | 2–3    | Dinamo Kazan                | 17–25 | 25–18 | 25–20 | 20–25 | 12–15 | 99–103  | Relatório |
| 4 dez  | 19:30 | Sliedrecht Sport          | 0–3    | Schweriner SC               | 17–25 | 17–25 | 19–25 |       |       | 53–75   | Relatório |
| 4 dez  | 20:00 | Sanaya Libby’s La Laguna  | 3–0    | KV Tirana                   | 25–14 | 25–17 | 25–15 |       |       | 75–46   | Relatório |
| 4 dez  | 20:30 | Unet E-Work Busto Arsizio | 3–0    | UP Olomouc                  | 25–18 | 25–11 | 25–20 |       |       | 75–49   | Relatório |
| 4 dez  | 20:30 | Asterix Avo Beveren       | 3–2    | VK Prostejov                | 22–25 | 25–21 | 25–15 | 25–27 | 15–8  | 112–96  | Relatório |
| 5 dez  | 19:00 | UOK Banjaluka Volley      | 3–2    | ŽOK Bimal-Jedinstvo Brčko   | 30–28 | 15–25 | 24–26 | 25–15 | 15–11 | 109–105 | Relatório |
| 11 dez | 20:00 | TS Volley Düdingen        | 3–0    | ŽOK Luka Bar                | 25–19 | 25–11 | 25–14 |       |       | 75–44   | Relatório |
| 17 dez | 20:30 | Orbita Zaporizhzhya       | 0–3    | Saugella Team Monza         | 15–25 | 12–25 | 7–25  |       |       | 34–75   | Relatório |

Jogos de volta
| Data   | Hora       |                             | Placar |                           | Set 1 | Set 2 | Set 3 | Set 4 | Set 5 | Total   | Relatório |
| ------ | ---------- | --------------------------- | ------ | ------------------------- | ----- | ----- | ----- | ----- | ----- | ------- | --------- |
| 17 dez | 18:00      | Fatum-Nyíregyháza           | 3–2    | CSM Târgoviște            | 14–25 | 25–18 | 25–14 | 19–25 | 16–14 | 99–96   | Relatório |
| 17 dez | 18:30      | HPK Naiset                  | 3–0    | VK Šelmy Brno             | 25–23 | 25–15 | 26–24 |       |       | 76–62   | Relatório |
| 17 dez | 19:00      | Galatasaray Daikin Istanbul | 2–3    | Chemik Police             | 25–19 | 18–25 | 25–19 | 23–25 | 12–15 | 103–103 | Relatório |
| 17 dez | 19:00      | Schweriner SC               | 3–0    | Sliedrecht Sport          | 25–16 | 25–18 | 25–19 |       |       | 75–53   | Relatório |
| 18 dez | 18:00      | ŽOK Luka Bar                | 0–3    | TS Volley Düdingen        | 15–25 | 18–25 | 19–25 |       |       | 52–75   | Relatório |
| 18 dez | 18:00      | KV Tirana                   | 0–3    | Sanaya Libby’s La Laguna  | 12–25 | 14–25 | 20–25 |       |       | 46–75   | Relatório |
| 18 dez | 19:00      | ŽOK Bimal-Jedinstvo Brčko   | 3–0    | UOK Banjaluka Volley      | 25–15 | 25–13 | 25–21 |       |       | 75–49   | Relatório |
| 18 dez | 19:00      | Dinamo Kazan                | 3–1    | SC Potsdam                | 25–20 | 15–25 | 25–12 | 25–23 |       | 90–80   | Relatório |
| 18 dez | 19:00      | ASPTT Mulhouse Volley-Ball  | 3–2    | KS Developres Rzeszów     | 24–26 | 22–25 | 25–23 | 25–13 | 15–12 | 111–99  | Relatório |
| ->     | Golden set | ASPTT Mulhouse Volley-Ball  | 0–1    | KS Developres Rzeszów     | 13–15 |       |       |       | 13–15 | 26–30   | Relatório |
| 18 dez | 20:00      | Neuchâtel Université        | 3–1    | Minčanka Minsk            | 28–26 | 23–25 | 25–19 | 27–25 |       | 103–95  | Relatório |
| ->     | Golden set | Neuchâtel Université        | 0–1    | Minčanka Minsk            | 13–15 |       |       |       |       | 13–15   | Relatório |
| 18 dez | 20:30      | Hermes Oostende             | 3–0    | Gen-I Volley Nova Gorica  | 25–16 | 25–19 | 25–22 |       |       | 75–57   | Relatório |
| 19 dez | 18:00      | UP Olomouc                  | 0–3    | Unet E-Work Busto Arsizio | 21–25 | 18–25 | 19–25 |       |       | 58–75   | Relatório |
| 19 dez | 18:00      | VK Prostejov                | 2–3    | Asterix Avo Beveren       | 25–17 | 25–16 | 19–25 | 19–25 | 11–25 | 99–108  | Relatório |
| 19 dez | 20:00      | Mladost Zagreb              | 3–0    | OK Kaštela                | 25–18 | 25–10 | 25–21 |       |       | 75–49   | Relatório |
| 19 dez | 20:30      | Saugella Team Monza         | 3–0    | Orbita Zaporizhzhya       | 25–23 | 25–19 | 25–17 |       |       | 75–59   | Relatório |

### Oitavas de final
| Equipe 1                  | Total      | Equipe 2                  | 1.º jogo | 2.º jogo |
| ------------------------- | ---------- | ------------------------- | -------- | -------- |
| Fatum-Nyíregyháza         | 3–3        | Mladost Zagreb            | 3–2      | 2–3      |
| Fatum-Nyíregyháza         | Golden set | Mladost Zagreb            | 17       | 19       |
| Chemik Police             | 6–0        | Sanaya Libby’s La Laguna  | 3–0      | 3–1      |
| Voléro Le Cannet          | 6–0        | TS Volley Düdingen        | 3–0      | 3–0      |
| Minčanka Minsk            | 6–0        | ŽOK Bimal-Jedinstvo Brčko | 3–0      | 3–1      |
| HPK Naiset                | 0–6        | Schweriner SC             | 1–3      | 1–3      |
| Hermes Oostende           | 2–4        | Asterix Avo Beveren       | 2–3      | 2–3      |
| Unet E-Work Busto Arsizio | 3–3        | KS Developres Rzeszów     | 3–0      | 0–3      |
| Unet E-Work Busto Arsizio | Golden set | KS Developres Rzeszów     | 15       | 11       |
| Dinamo Kazan              | 6–0        | Saugella Team Monza       | 3–0      | 3–1      |

Jogos de ida
| Data   | Hora  |                           | Placar |                          | Set 1 | Set 2 | Set 3 | Set 4 | Set 5 | Total   | Relatório |
| ------ | ----- | ------------------------- | ------ | ------------------------ | ----- | ----- | ----- | ----- | ----- | ------- | --------- |
| 22 jan | 18:00 | Chemik Police             | 3–0    | Sanaya Libby’s La Laguna | 25–13 | 25–16 | 25–16 |       |       | 75–45   | Relatório |
| 22 jan | 18:00 | Fatum-Nyíregyháza         | 3–2    | Mladost Zagreb           | 19–25 | 25–18 | 18–25 | 25–21 | 15–12 | 102–101 | Relatório |
| 22 jan | 18:30 | HPK Naiset                | 1–3    | Schweriner SC            | 19–25 | 25–23 | 20–25 | 16–25 |       | 80–98   | Relatório |
| 22 jan | 19:00 | Minčanka Minsk            | 3–0    | OK Bimal-Jedinstvo Brčko | 25–8  | 25–20 | 25–16 |       |       | 75–44   | Relatório |
| 22 jan | 20:00 | Voléro Le Cannet          | 3–0    | TS Volley Düdingen       | 25–18 | 25–19 | 25–16 |       |       | 75–53   | Relatório |
| 22 jan | 20:30 | Hermes Oostende           | 2–3    | Asterix Avo Beveren      | 19–25 | 25–21 | 25–21 | 23–25 | 14–16 | 106–108 | Relatório |
| 23 jan | 20:30 | Unet E-Work Busto Arsizio | 3–0    | KS Developres Rzeszów    | 25–22 | 25–17 | 25–22 |       |       | 75–61   | Relatório |
| 23 jan | 19:00 | Dinamo Kazan              | 3–0    | Saugella Team Monza      | 25–23 | 25–13 | 25–19 |       |       | 75–55   | Relatório |

Jogos de volta
| Data       | Hora  |                          | Placar |                           | Set 1 | Set 2 | Set 3 | Set 4 | Set 5 | Total   | Relatório |
| ---------- | ----- | ------------------------ | ------ | ------------------------- | ----- | ----- | ----- | ----- | ----- | ------- | --------- |
| 4 fev      | 19:00 | OK Bimal-Jedinstvo Brčko | 1–3    | Minčanka Minsk            | 21–25 | 21–25 | 25–22 | 15–25 |       | 82–97   | Relatório |
| 5 fev      | 18:00 | KS Developres Rzeszów    | 3–0    | Unet E-Work Busto Arsizio | 25–20 | 25–23 | 27–25 |       |       | 77–68   | Relatório |
| Golden set | ->    | KS Developres Rzeszów    | 0–1    | Unet E-Work Busto Arsizio | 11–15 |       |       |       | 11–15 | 22–30   | Relatório |
| 5 fev      | 18:30 | Sanaya Libby’s La Laguna | 1–3    | Chemik Police             | 27–25 | 22–25 | 17–25 | 23–25 |       | 89–100  | Relatório |
| 5 fev      | 19:30 | Asterix Avo Beveren      | 3–2    | Hermes Oostende           | 21–25 | 20–25 | 25–21 | 25–22 | 15–9  | 106–102 | Relatório |
| 5 fev      | 20:00 | Mladost Zagreb           | 3–2    | Fatum-Nyíregyháza         | 25–20 | 25–22 | 19–25 | 23–25 | 15–8  | 107–100 | Relatório |
| Golden set | ->    | Mladost Zagreb           | 1–0    | Fatum-Nyíregyháza         | 19–17 |       |       |       | 19–17 | 38–34   | Relatório |
| 5 fev      | 20:00 | TS Volley Düdingen       | 0–3    | Voléro Le Cannet          | 15–25 | 23–25 | 20–25 |       |       | 58–75   | Relatório |
| 5 fev      | 20:30 | Saugella Team Monza      | 1–3    | Dinamo Kazan              | 16–25 | 25–18 | 20–25 | 20–25 |       | 81–93   | Relatório |
| 6 fev      | 19:00 | Schweriner SC            | 3–1    | HPK Naiset                | 25–15 | 25–15 | 16–25 | 25–21 |       | 91–76   | Relatório |

### Quartas de final
| Equipe 1            | Total | Equipe 2                  | 1.º jogo | 2.º jogo |
| ------------------- | ----- | ------------------------- | -------- | -------- |
| Mladost Zagreb      | 0–6   | Chemik Police             | 0–3      | 0–3      |
| Minčanka Minsk      | 0–6   | Voléro Le Cannet          | 1–3      | 0–3      |
| Asterix Avo Beveren | 0–6   | Schweriner SC             | 1–3      | 0–3      |
| Dinamo Kazan        | –     | Unet E-Work Busto Arsizio | 3–0      | –        |

Jogos de ida
| Data   | Hora  |                     | Placar |                           | Set 1 | Set 2 | Set 3 | Set 4 | Set 5 | Total | Relatório |
| ------ | ----- | ------------------- | ------ | ------------------------- | ----- | ----- | ----- | ----- | ----- | ----- | --------- |
| 20 fev | 18:30 | Minčanka Minsk      | 1–3    | Voléro Le Cannet          | 22–25 | 15–25 | 25–20 | 16–25 |       | 78–95 | Relatório |
| 20 fev | 19:00 | Dinamo Kazan        | 3–0    | Unet E-Work Busto Arsizio | 25–17 | 25–12 | 25–20 |       |       | 75–49 | Relatório |
| 20 fev | 19:30 | Asterix Avo Beveren | 1–3    | Schweriner SC             | 25–16 | 20–25 | 21–25 | 13–25 |       | 79–91 | Relatório |
| 20 fev | 20:00 | Mladost Zagreb      | 0–3    | Chemik Police             | 19–25 | 13–25 | 16–25 |       |       | 48–75 | Relatório |

Jogos de volta
| Data      | Hora  |                           | Placar |                     | Set 1 | Set 2 | Set 3 | Set 4 | Set 5 | Total | Relatório |
| --------- | ----- | ------------------------- | ------ | ------------------- | ----- | ----- | ----- | ----- | ----- | ----- | --------- |
| 3 mar     | 18:00 | Chemik Police             | 3–0    | Mladost Zagreb      | 25–19 | 25–18 | 25–10 |       |       | 75–47 | Relatório |
| 3 mar     | 19:00 | Schweriner SC             | 3–0    | Asterix Avo Beveren | 25–13 | 25–16 | 25–14 |       |       | 75–43 | Relatório |
| 4 mar     | 20:00 | Voléro Le Cannet          | 3–0    | Minčanka Minsk      | 25–13 | 25–18 | 33–31 |       |       | 83–62 | Relatório |
| A definir | 00:00 | Unet E-Work Busto Arsizio | –      | Dinamo Kazan        | -     | -     | -     |       |       | 0–0   | Relatório |

## Fase final

### Semifinais
| Equipe 1      | Total | Equipe 2         | 1.º jogo | 2.º jogo |
| ------------- | ----- | ---------------- | -------- | -------- |
| Chemik Police | –     | Voléro Le Cannet | –        | –        |
| A definir     | –     | Schweriner SC    | –        | –        |

## Classificação final
| Posição | Equipe |
| ------- | ------ |
|         |        |
|         |        |
| 3       |        |
|         |        |
| 5       |        |
|         |        |
|         |        |
|         |        |
| 9       |        |
|         |        |
|         |        |
|         |        |
|         |        |
|         |        |
|         |        |
|         |        |
| 17      |        |
|         |        |
|         |        |
|         |        |
|         |        |
|         |        |
|         |        |
|         |        |
|         |        |
|         |        |
|         |        |
|         |        |
|         |        |
|         |        |
|         |        |
|         |        |

| Copa CEV de 2019-20           |
| ----------------------------- |
| A definir Campeão (?° título) |